# کارل دستال
کارِل دُستال (چکی: Karel Dostal؛ ۱۴ مارس ۱۸۸۴ – ۱ مارس ۱۹۶۶) بازیگر سینما و تئاتر اهل کشور چکسلواکی بود.